# 中央军委办公厅综合保障局
中央军委办公厅综合保障局，位于北京市，是中央军委办公厅下属局，负责该办公厅的综合保障工作。

## 沿革
在深化国防和军队改革中，2016年1月组建新的中央军委办公厅。中央军委办公厅新设中央军委办公厅综合保障局。首任局长邱杨，副局长仲伟全。

## 历任局长
| 中央军委办公厅综合保障局局长 1. 邱杨（2016年—） | 中央军委办公厅综合保障局副局长 - 仲伟全（2016年—） |